# كردمحلة (مقاطعة كلاردشت)
كردمحلة (بالفارسية: کردمحله) هي قرية تقع في قسم كلاردشت الغربي الريفي (مقاطعة كلاردشت) في إيران. يقدر عدد سكانها بـ 558 نسمة بحسب إحصاء 2016.